# Smučarski skoki na Zimskih olimpijskih igrah 1984
Smučarski skoki na Zimskih olimpijskih igrah 1984. Olimpijska prvaka sta postala Jens Weissflog, na manjši skakalnici, in Matti Nykänen, na večji.

## Rezultati

### Manjša skakalnica K90
| Poz | Skakalec          | Točke |
| --- | ----------------- | ----- |
| 1   | Jens Weissflog    | 215,2 |
| 2   | Matti Nykänen     | 214,0 |
| 3   | Jari Puikkonen    | 212,8 |
| 4   | Stefan Stannarius | 211,1 |
| 5   | Rolf Åge Berg     | 208,5 |
| 6   | Andreas Felder    | 205,6 |
| 7   | Piotr Fijas       | 204,5 |
| 8   | Vegard Opaas      | 203,8 |

### Večja skakalnica K120
| Poz | Skakalec          | Točke |
| --- | ----------------- | ----- |
| 1   | Matti Nykänen     | 231,2 |
| 2   | Jens Weissflog    | 213,7 |
| 3   | Pavel Ploc        | 202,9 |
| 4   | Jeff Hastings     | 201,2 |
| 5   | Jari Puikkonen    | 196,6 |
| 6   | Armin Kogler      | 195,6 |
| 7   | Andreas Bauer     | 194,6 |
| 8   | Vladimír Podzimek | 194,5 |